# ラブ・コネクション
ラブ・コネクションとは、恋愛感情を利用して、覚醒剤などの密輸を行わせる行為をいう。

## 概要
外国人の男（2010年までの摘発例ではいずれもナイジェリア人）が、日本で女性を誘惑し、恋愛感情を抱かせる。そして、しばらくしてからアフリカに戻って結婚などを名目に女性を呼び寄せ、恋愛感情で判断力が働かないことにつけ込んで、覚醒剤入りの荷物を女性に預け帰国させるという手法である。
女性は覚醒剤が入っていることを知らないため、入国審査で挙動不審にならないこともメリットだと指摘されている。

## 由来
命名の由来ははっきりしていない。麻薬密売を描いた映画としてフレンチ・コネクションという映画があるが、これとの関連も不明である。

## 件数
初摘発は2000年で、その後一時途絶えていたが、2008年以降摘発例が年間数件出ている。